# Georgism

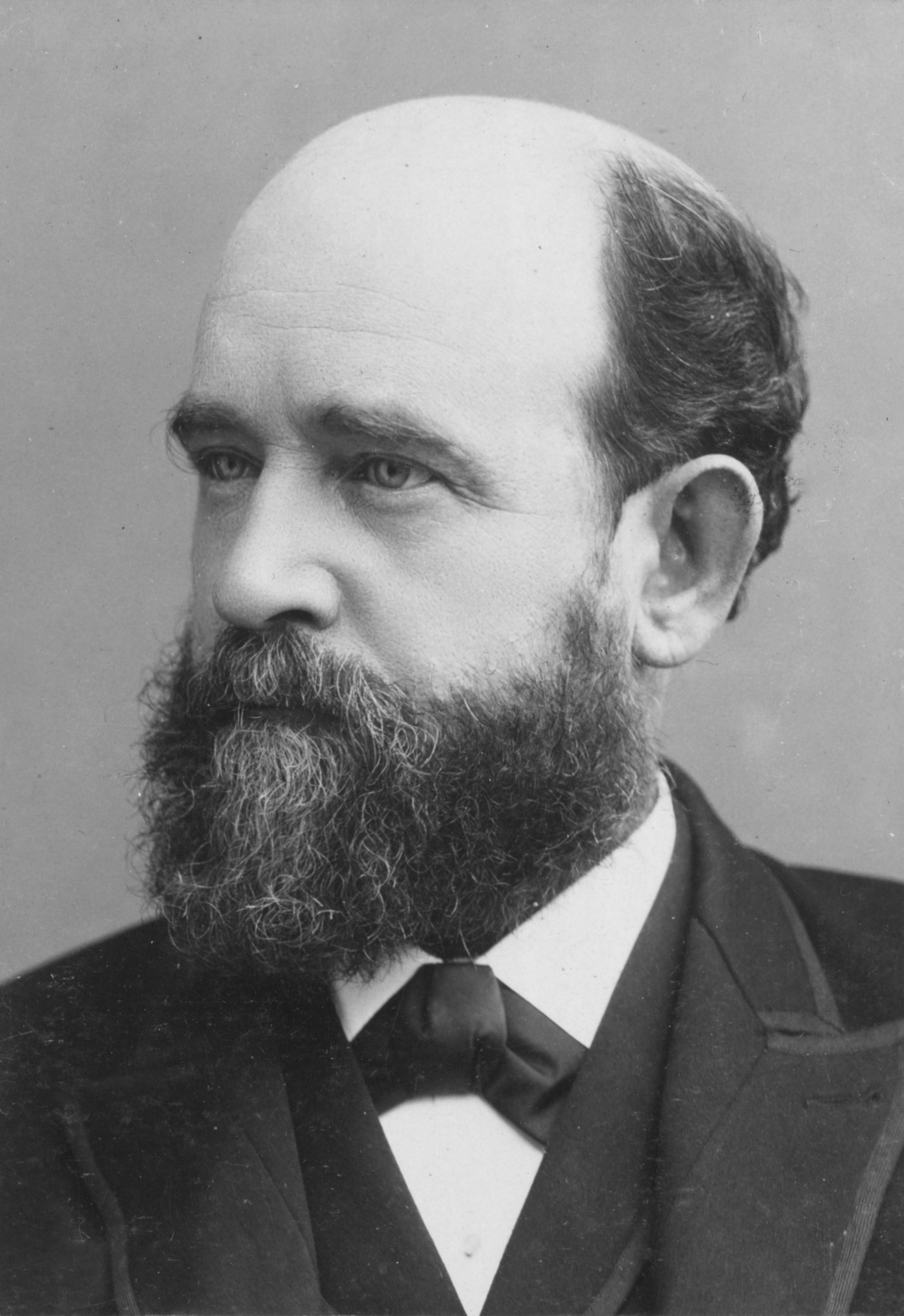
Henry George

Georgism este o ideologie economică bazată pe scrierile economistului american Henry George. Georgiștii susțin că indivizii ar trebui să dețină valoarea pe care o produc, dar că valoarea economică a terenurilor (inclusiv a resurselor naturale) ar trebui să aparțină în mod egal tuturor membrilor societății.
Principala recomandare politică a georgiștilor este un impozit pe valoarea terenului. Veniturile din acest impozit ar fi utilizate pentru a reduce sau elimina taxele existente (cum ar fi cele pe venit, comerț sau achiziții) care sunt inechitabile și ineficiente.
Henry George a popularizat ideea generării de venituri publice din teren și privilegiile resurselor naturale în cartea Progres și sărăcie (1879). Filosofia georgismului este influențată de gânditori mai vechi precum John Locke, Baruch Spinoza și Thomas Paine. Mulți economiști, de la Adam Smith și David Ricardo la Milton Friedman și Joseph Stiglitz, au observat că un impozit pe valoarea terenului este economic eficient în comparație cu alte taxe.
Susținătorii unui impozit pe valoarea terenului susțin că acesta ar reduce inegalitatea economică, ar crește eficiența economică, ar descuraja speculațiile imobiliare și ar promova utilizarea optimă a terenurilor. Georgism a câștigat o popularitate semnificativă și influență la sfârșitul secolului al XIX-lea și începutul secolului al XX-lea, ceea ce a dus la formarea de partide politice, instituții și comunități bazate pe principiile sale.